# 磁化率
磁化率（じかりつ、英: magnetic susceptibility）とは、物質の磁化の起こりやすさを示す物性値である。帯磁率、磁気感受率などともいう。

## 概要
磁化率{\displaystyle \chi }は真空の値を0として、−1から無限大までの値が可能であり、多くの物質は{\displaystyle \chi } > 0の常磁性と{\displaystyle \chi } < 0 の反磁性に大別される。一般に磁化率は温度の関数であり、通常の金属ではあまり温度に依存せず（パウリの常磁性、ランダウ反磁性）、希ガスや閉殻イオンでは一般に反磁性であり（ラーモア反磁性）、これらの物質は磁化率が小さいため非磁性ともいう。強磁性または反強磁性を示す物質の磁化率は強く温度に依存し、転移温度より高温ではキュリー・ワイスの法則に従い、その磁化率の値は大きい。超伝導体が転移温度以下で示す完全反磁性では磁化率が−1となる。
磁化率は、物質が磁場に引き付けられるか、磁場からはじかれるかを示す量でもあり、常磁性の物質は加えられた磁場の方向に磁化が発生して、より大きな磁場の領域に引き寄せられる。反磁性の物質は磁場と反対方向に磁化が発生して、より小さい磁場の領域に向かって押し出される。また、磁化率は、物質に加えられた磁場の磁力線の変化を示す量であり、常磁性の物質は磁場の磁力線を集中させ、反磁性の物質は磁力線を排除する。
物質の磁化率は、それらが作られている粒子の原子レベルの磁気特性に由来するが、通常、これは電子の磁気モーメントによって支配される。外部磁場がない場合、電子の磁気モーメントは対になるかランダムになるため、物質全体の磁化はゼロとなる（この例外が強磁性などである）。電子の磁気モーメントによる磁化発現の原理は非常に複雑であり、たとえ外部磁場があっても古典物理学の範囲では磁化はゼロとなり、磁化発現の原理は量子力学とは不可分である（ボーア＝ファン・リューエンの定理も参照）。ただし、物質の磁化率を測定してマクスウェルの方程式の巨視的な形式を適用し、これにより古典物理学の範囲でも基礎となる量子力学の詳細を回避しながら、有用な予測を行うことは可能である。

## 定義

### 体積磁化率
外部から磁場{\displaystyle {\boldsymbol {H}}}を掛けられると一般の磁性体には磁化{\displaystyle {\boldsymbol {M}}} が生ずる。この{\displaystyle {\boldsymbol {H}}} と{\displaystyle {\boldsymbol {M}}} の関係を
{\displaystyle {\boldsymbol {M}}=\chi {\boldsymbol {H}}}
のように書き表した時の比例係数{\displaystyle \chi }が体積磁化率である。国際単位系（SI）では、物質の磁化{\displaystyle M}（単位体積あたりの磁気双極子モーメント）の単位はA/mであり、磁場の強さ{\displaystyle H}の単位も A/m であるため、体積磁化率{\displaystyle \chi }は無次元量である。単に磁化率という場合は体積磁化率を指す。

### テンソル磁化率
ほとんどの結晶の磁化率はスカラー量でなく、磁化{\displaystyle {\boldsymbol {M}}}はサンプルの向きに依存し、印加された磁場{\displaystyle {\boldsymbol {H}}}の方向以外の方向に発生する。この場合、磁化率はテンソルとして定義される。
{\displaystyle M_{i}=\chi _{ij}H_{j}}

### 微分磁化率
強磁性のような場合では磁場の強さと磁化は比例関係にない。そのため、より一般的に磁化率は導関数として定義される。
{\displaystyle \chi _{ij}={\frac {\partial M_{i}}{\partial H_{j}}}}
ここで、i,j は空間方向のコンポーネントを表す（直交座標系ではx,y,z）

### 透磁率との関係
国際単位系を用いると、物質中における磁束密度{\displaystyle {\boldsymbol {B}}}、磁界{\displaystyle {\boldsymbol {H}}}、磁化{\displaystyle {\boldsymbol {M}}}の間に
{\displaystyle {\boldsymbol {B}}=\mu _{0}({\boldsymbol {M}}+{\boldsymbol {H}})=\mu {\boldsymbol {H}}}
の関係がある。
ここで、{\displaystyle \mu _{0}}は磁気定数、{\displaystyle \mu }は透磁率である。すなわち、磁化率は透磁率と磁気定数の間に
{\displaystyle \mu =\mu _{0}(1+\chi )}
の関係がある。物質の透磁率とは、換言すれば磁気定数を {\displaystyle (1+\chi )} 倍したものであることが分かる。また比透磁率{\displaystyle \mu _{r}}（その定義は{\displaystyle \mu _{r}=\mu /\mu _{0}}である）を用いて表せば
{\displaystyle 1+\chi =\mu _{r}}
である。

### 質量磁化率とモル磁化率
磁化率{\displaystyle \chi }は体積磁化率による定義の他に、質量磁化率{\displaystyle \chi _{\rm {mass}}}とモル磁化率{\displaystyle \chi _{\rm {mol}}}の定義がある。{\displaystyle \rho }を密度とし、{\displaystyle M_{\rm {mol}}}をモル質量として、
{\displaystyle \chi _{\rm {mass}}={\frac {\chi }{\rho }}}
{\displaystyle \chi _{\rm {mol}}=M_{\rm {mol}}\chi _{\rm {mass}}={\frac {\chi M_{\rm {mol}}}{\rho }}}
のように定義される。ここで、密度の単位はkg/m3、モル質量の単位はkg/m3である。質量磁化率{\displaystyle \chi _{\rm {mass}}}の単位はm3/kgであり、モル磁化率{\displaystyle \chi _{\rm {mol}}}の単位はm3/molである。文書によっては、これらを略して単位をkg−1、mol−1と記されていることもあるので注意が必要である。

### CGS単位系との関係
上記の記載は国際単位系による定義だが、CGS単位系（CGS-ガウス単位系またはCGS-emu単位系）を用いた磁束密度{\displaystyle {\boldsymbol {B}}^{\rm {CGS}}}、磁場{\displaystyle {\boldsymbol {H}}^{\rm {CGS}}}、磁化{\displaystyle {\boldsymbol {M}}^{\rm {CGS}}}と体積磁化率{\displaystyle \chi ^{\rm {CGS}}}は
{\displaystyle {\boldsymbol {M}}^{\rm {CGS}}=\chi ^{\rm {CGS}}{\boldsymbol {H}}^{\rm {CGS}}}
{\displaystyle {\boldsymbol {B}}^{\rm {CGS}}={\boldsymbol {H}}^{\rm {CGS}}+4\pi {\boldsymbol {M}}^{\rm {CGS}}=(1+4\pi \chi ^{\rm {CGS}})H^{\rm {CGS}}}
の関係で定義される。国際単位系の体積磁化率{\displaystyle \chi ^{\rm {SI}}}とは
{\displaystyle \chi ^{\rm {SI}}=4\pi \chi ^{\rm {CGS}}}
の関係がある。国際単位系と同様にCGS-ガウス単位系の体積磁化率{\displaystyle \chi ^{\rm {CGS}}}は無次元量であり、CGS-emu単位系ではemu/cm3である。
物理学では、質量磁化率がCGS-ガウス単位系のcm3/gまたはCGS-emu単位系のemu/gで与えられることもある。CGS単位系の質量磁化率{\displaystyle \chi _{\rm {mass}}^{\rm {CGS}}}から国際単位系の体積磁化率{\displaystyle \chi ^{\rm {SI}}}へは次のように変換される。
{\displaystyle \chi ^{\rm {SI}}=4\pi \rho ^{\rm {CGS}}\chi _{\rm {mass}}^{\rm {CGS}}}
ここで{\displaystyle \rho ^{\rm {CGS}}}はCGS単位系の密度でありg/cm3で与えられる。
CGS単位系の磁化率も、文書によっては単位を略してg−1、mol−1と記されていることもあるので注意が必要である。

### 一般化された磁化率
より一般的には、時間・空間的に振動している磁場に対する磁化の応答として定義される。磁場のフーリエ成分を{\displaystyle {\boldsymbol {H}}({\boldsymbol {k}},\omega )}として、磁化のフーリエ成分を{\displaystyle {\boldsymbol {M}}({\boldsymbol {k}},\omega )}とすると、体積磁化率{\displaystyle \chi ({\boldsymbol {k}},\omega )}はこれらの間の比例定数として定義される。
{\displaystyle {\boldsymbol {M}}({\boldsymbol {k}},\omega )=\chi ({\boldsymbol {k}},\omega ){\boldsymbol {H}}({\boldsymbol {k}},\omega )}
ここで、{\displaystyle {\boldsymbol {k}}}は波数であり、{\displaystyle \omega }は角周波数である。一般化された磁化率は複素数となることから、これを複素磁化率ともいう。単に磁化率という場合は時間・空間的に一様な磁場に対する物質の応答{\displaystyle \chi (0,0)}を指し、静的磁化率ともよばれる。時間的に単振動する磁場に対する物質の応答{\displaystyle \chi (\omega )=\chi (0,\omega )}は特に動的磁化率とよばれる。一般化された磁化率は因果律から要請される制限から{\displaystyle \chi ^{*}(\omega )=\chi (-\omega )}の関係を有し、その実部と虚部はクラマース・クローニッヒの関係式に従う。また、磁化率は、線形応答理論における周波数応答関数の具体例のひとつであり、その周波数依存性は物質の性質を反映した量となり、実部は物質による磁場の分散、虚部は物質による磁場の吸収を意味する。

## 磁化率の例
| 材料                        | 温度 | 圧力  | 質量磁化率, χmass | 質量磁化率, χmass | 体積磁化率, χ | 体積磁化率, χ | 密度, {\displaystyle \rho } |
| 材料                        | (°C) | (atm) | SI (m3/kg)        | CGS (cm3/g)       | SI            | CGS           | (103kg/m3 = g/cm3)          |
| --------------------------- | ---- | ----- | ----------------- | ----------------- | ------------- | ------------- | --------------------------- |
| 真空                        |      |       | 0                 | 0                 | 0             | 0             |                             |
| ヘリウム                    | 20   | 1     | −5.93×10−9        | −4.72×10−7        | −9.85×10−10   | −7.84×10−11   | 1.66×10−4                   |
| キセノン                    | 20   | 1     | −4.35×10−9        | −3.46×10−7        | −2.37×10−8    | −1.89×10−9    | 5.46×10−3                   |
| 酸素                        | 20   | 0.209 | +1.34×10−6        | +1.07×10−4        | +3.73×10−7    | +2.97×10−8    | 2.78×10−4                   |
| 窒素                        | 20   | 0.781 | −5.56×10−9        | −4.43×10−7        | −5.06×10−9    | −4.03×10−10   | 9.10×10−4                   |
| 空気(NTP)                   | 20   | 1     |                   |                   | +3.6×10−7     | +2.9×10−8     | 1.29×10−3                   |
| 水                          | 20   | 1     | −9.051×10−9       | −7.203×10−7       | −9.035×10−6   | −7.190×10−7   | 0.9982                      |
| パラフィン油, 220–260 cSt   | 22   | 1     | −1.01×10−8        | −8.0×10−7         | −8.8×10−6     | −7.0×10−7     | 0.878                       |
| PMMA                        | 22   | 1     | −7.61×10−9        | −6.06×10−7        | −9.06×10−6    | −7.21×10−7    | 1.190                       |
| PVC                         | 22   | 1     | −7.80×10−9        | −6.21×10−7        | −1.071×10−5   | −8.52×10−7    | 1.372                       |
| 溶融シリカ                  | 22   | 1     | −5.12×10−9        | −4.07×10−7        | −1.128×10−5   | −8.98×10−7    | 2.20                        |
| ダイヤモンド                | r.t. | 1     | −6.2×10−9         | −4.9×10−7         | −2.2×10−5     | −1.7×10−6     | 3.513                       |
| グラファイト χ∥ (to c-axis) | r.t. | 1     | −6.3×10−9         | −5.0×10−7         | −1.4×10−5     | −1.1×10−6     | 2.267                       |
| グラファイト χ∥             | r.t. | 1     | −2.7×10−7         | −2.2×10−5         | −6.1×10−4     | −4.9×10−5     | 2.267                       |
| グラファイト χ∥             | −173 | 1     | −3.6×10−7         | −2.9×10−5         | −8.3×10−4     | −6.6×10−5     | 2.267                       |
| アルミニウム                |      | 1     | +7.9×10−9         | +6.3×10−7         | +2.2×10−5     | +1.75×10−6    | 2.70                        |
| 銀                          | 961  | 1     |                   |                   | −2.31×10−5    | −1.84×10−6    |                             |
| ビスマス                    | 20   | 1     | −1.70×10−8        | −1.35×10−6        | −1.66×10−4    | −1.32×10−5    | 9.78                        |
| 銅                          | 20   | 1     | −1.0785×10−9      |                   | −9.63×10−6    | −7.66×10−7    | 8.92                        |
| ニッケル                    | 20   | 1     |                   |                   | 600           | 48            | 8.9                         |
| 鉄                          | 20   | 1     |                   |                   | 200000        | 15900         | 7.874                       |